# Colibri du Chili
Sephanoides sephaniodes
Espèce
Synonymes
 * Sephanoides sephanoides
Statut de conservation UICN

 LC  : Préoccupation mineure
Statut CITES
Le Colibri du Chili (Sephanoides sephaniodes) est une espèce d'oiseau de la famille des Trochilidae.

## Description
C'est un tout petit oiseau de 9 cm de long. La partie supérieure est de couleur verte avec des reflets bronze, la partie supérieure est de couleur verte grisâtre. Sa couronne présente une couleur rouge brillante où se reflète la lumière. Il possède une petite tache au coin de l'œil. La femelle est identique sans la couronne rouge.

## Comportement
Il vole avec dextérité dans les parties supérieures des arbres. Il émet un  léger "zit". Il a la particularité de butiner certaines fleurs comme Calceolaria uniflora.

## Habitat
Il est observable dans des aires urbaines, au creux des vallées, dans les forêts et clairières parfois dans la pampa. Il privilégie les lieux parsemés de fleurs.

## Distribution
Il vit au Chili et le long de la cordillère des Andes, de Mendoza à la Terre de Feu.

Carte de répartition de l'espèce
Zone de nidification et d'hivernage
Zone d'hivernage

## Source
- Fiche de l'UICN